# Organización de las unidades del Ejército Argentino
La organización de las unidades del Ejército Argentino es el conjunto de disposiciones y ordenanzas que rigen en las unidades, subunidades y fracciones independientes de esta fuerza armada, además de sus grandes unidades de batalla y grandes unidades de combate.

## Tipos de unidades
El Ejército Argentino agrupa a sus armas y servicios en organizaciones aptas para la guerra terrestre: la gran unidad de batalla (GUB) y la gran unidad de combate (GUC).
- Gran unidad de batalla (GUB). La gran unidad de batalla es un agrupamiento de elementos de distintas armas, tropas técnicas y servicios bajo un solo comando. Es el cuerpo de ejército (Cpo Ej) —hoy no utilizado— o la división de ejército (D Ej) que se constituye con un elemento de comando, ciertas formaciones y un número variable de grandes unidades de combate.[1]
- Gran unidad de combate (GUC). La gran unidad de combate es un agrupamiento de menor entidad compuesto por elementos de distintas armas, tropas técnicas y servicios. Es la brigada (Br) que se conforma con un elemento de comando, unidades y subunidades de las armas, tropas técnicas y servicios.[1]

Hay brigadas de los tipos que siguen:
- Brigada motorizada (Br Mot). Gran unidad de combate constituida básicamente por unidades de Infantería (I) que utiliza vehículos motorizados.[1]
- Brigada mecanizada (Br Mec). Gran unidad de combate constituida básicamente por unidades de Infantería (I) que utiliza vehículos mecanizados a rueda u oruga.[3]
- Brigada blindada (Br Bl).[4]
- Brigada aerotransportada (Br Aerot) o paracaidista (Br Parac).[5]
- Brigada de montaña (Br M).[5]
- Brigada de monte (Br Mte).

El Ejército Argentino puede también constituir unidades temporarias, que son las fuerzas de tareas (FT) y equipos de combate (EC).
- Fuerza de tareas (FT).
- Equipo de combate (EC).
- Agrupación (Agr).

La unidad (Un) es el mayor agrupamiento orgánico de tropas de un arma, servicio o tropa técnica que tiene una organización fija y un comando único. Las unidades existentes son el regimiento (R), el grupo (Gpo), el batallón (B) y el destacamento (Dest).
- Regimiento (R). Mayor unidad orgánica de Infantería (I) o Caballería (C).[7] Excepcionalmente existe además un regimiento histórico de Artillería.
- Grupo (Gpo). Mayor unidad orgánica del arma de Artillería (A).[7]
- Batallón (B). Mayor unidad orgánica de los elementos de apoyo de combate o de los servicios. Los batallones pueden ser de Ingenieros (Ing), Comunicaciones (Com), Aviación de Ejército (Av Ej), Inteligencia (Icia), Policía militar (PM), logística (Log) o servicios logísticos o de personal.[7]
- Destacamento (Dest). Unidad de las armas o tropas técnicas.[8]
- Compañía (Ca), escuadrón (Esc) o batería (Ba).[8]
- Formación (Form). Comando, unidad o subunidad independiente que se asigna a una gran unidad de batalla y que no forma parte de sus brigadas.[8]

## Comandante, mando y comando
El comandante es un oficial que ejerce el comando en las unidades. En las unidades, subunidades y fracciones independientes se denomina «jefe» (J), mientras que en las grandes unidades de combate y de batalla se denomina «comandante» (Cte).

## Organización de los regimientos de Infantería
Los regimientos de Infantería del Ejército Argentino originalmente estaban subdivididos en dos o tres batallones y estaban al mando de un coronel. En la actualidad su tamaño equivale al de un batallón y su jefe es por lo regular un teniente coronel. Para la época de la guerra de las Malvinas en 1982, típicamente estaban subdivididos en la plana mayor, una compañía comando, una compañía de servicios y tres compañías de infantería. En la actualidad lo regular es que estas últimas sean solo dos, llamadas «Compañía A» y «Compañía B». 
Las compañías son consideradas subunidades de los regimientos y típicamente están al mando de un capitán. Cada compañía de infantería se subdivide en fracciones llamadas secciones, que se denominan con ordinales y son la tropa regular de la Infantería. La compañía de comando y servicios agrupa a secciones de apoyo y de servicios.